# ویلسون مورلو
ویلسون مورلو (انگلیسی: Wilson Morelo؛ زادهٔ ۲۱ مهٔ ۱۹۸۷) بازیکن فوتبال اهل کلمبیا است.
از باشگاه‌هایی که در آن بازی کرده‌است می‌توان به باشگاه فوتبال مونتری و باشگاه فوتبال سانتا فه اشاره کرد.